# Hexatoma trialbosignata
Hexatoma trialbosignata là một loài ruồi trong họ Limoniidae. Chúng phân bố ở vùng Tân nhiệt đới.